# Fayetteville (Arkansas)
|  | For andre byer af samme navn, se Fayetteville |
Fayetteville er en by i den nordvestlige del af delstaten Arkansas i USA. Byen har 93.949(2020, 2020) indbyggere og er administrativt centrum i det amerikanske county Washington County.